# Morristown (Tennessee)
Morristown – miasto w Stanach Zjednoczonych, w stanie Tennessee, w hrabstwie Hamblen.